# Суиксайський сільський округ
Суикса́йський сільський округ (каз. Суықсай ауылдық округі, рос. Суыксайский сельский округ) — адміністративна одиниця у складі Аксуського району Жетисуської області Казахстану. Адміністративний центр — село Суиксай.
Населення — 1409 осіб (2021; 1946 у 2009, 1992 у 1999, 2577 у 1989).
Станом на 1989 рік існувала Суиксайська сільська рада (села Актобе, Ащибулак, Балсаз, Суиксай) колишнього Капальського району.

## Склад
До складу округу входять такі населені пункти:
| Населений пункт | Населення, осіб (1989) | Населення, осіб (1999) | Населення, осіб (2009) | Населення, осіб (2021) |
| --------------- | ---------------------- | ---------------------- | ---------------------- | ---------------------- |
| Актобе, село    | 185                    | 129                    | 125                    | 69                     |
| Ащибулак, село  | 782                    | 627                    | 600                    | 490                    |
| Баласаз, село   | 245                    | 133                    | 83                     | 37                     |
| Суиксай, село   | 1365                   | 1103                   | 1138                   | 813                    |